# Movimiento de Independencia de Canarias
El Movimiento de Independencia de Canarias (MIC) fue un movimiento nacionalista canario fundado en 1974 en Venezuela cuyo fin era la descolonización e independencia de Canarias respecto a España, aunque, en sus inicios, no apoyaba la lucha armada del MPAIAC, sin embargo, más tarde se fueron acercando al MPAIAC y a Antonio Cubillo mediante la difusión de la revista "Siete Estrellas Verdes" y posteriormente el MIC acabaría apoyándo al MPAIAC desde Venezuela.

## Contexto
El MIC se funda en 1974 en Venezuela, un país con una diaspora de más de 1 millón de canarios, diez años después de la fundación del MPAIAC pero 2 años antes de que este comenzara la lucha armada. 
Los orígenes del MIC en Venezuela, se encuentran en 1956, impulsado por un grupo de emigrantes canarios, entre los que destaca Julio P. Bastarrica Galván junto a otros independentistas. Bastarrica sería varias décadas después el máximo responsable del MPAIAC en el interior de Canarias, hasta que en 1976 rompió con Antonio Cubillo, por diferencias en cómo se debía llevar la organización.

## Fundación
El MIC surgió cuando, con motivo de la colocación de un monumento en honor del escritor Benito Pérez Galdós en una plaza de Caracas, un grupo de emigrantes canarios independentistas boicoteó el acto y llenó los muros del lugar con consignas y pintadas reivindicativas. Según Venancio Acosta Padrón "Tras el boicot al acto de la colocación del monumento, planteamos organizarnos y se planteó cual sería el nombre, y finalmente Segundo Menéndez, venezolano del MAS, propuso el nombre de Movimiento para la Independencia de Canarias (MIC)".
En 1975 apareció en la prensa venezolana, un documento titulado "Guañac Canaria" (del guanche, República Canaria), firmado por “Los Guayres”, bajo el epígrafe del Movimiento de Independencia de Canarias. Este documento publicaba diez puntos sobre los que se constituía la organización. Entre ellos estaban:
Punto 2: "Nuestro objetivo es la creación de la Guañac Canaria (República Canaria). No reconocemos ningún derecho que Estado alguno pretenda adquirir sobre nuestra patria ni admitimos el yugo y el colonialismo español"
Punto 5: "Consideramos mar territorial a las 200 millas"
Punto 9: "Nuestro movimiento está inspirado en la obra de Simón Bolívar"

## Historia
Tras su creación, el MIC logró el respaldo de numerosos emigrantes canarios y obtuvo el reconocimiento de algunos partidos de la izquierda venezolana, entre ellos el Movimiento al Socialismo (MAS). Sus principales acciones incluían pintar mensajes independentistas en Caracas y otras ciudades venezolanas, publicar la revista oficial del movimiento y distribuir folletos informativos en diferentes eventos donde se reunieran canarios, especialmente en el Club Social Archipiélago Canario de Caracas.
En noviembre de 1976 el MIC crea el Boletín Informativo Movimiento de Independencia de Canarias en el que difundirian propaganda independentista y en ocaciones apoyando al MPAIAC y la la lucha armada, en dicembre del mismo año, se difunde por el boletín una serie de principios del MIC:
1. La independencia de la Patria Canaria es nuestro principal e irrenunciable objetivo. No aceptamos otra forma administrativa, ya sea como Régimen Especial o cualquier tipo de Autonomía, porque significan mediatización de nuestro destino histórico.
2. Nuestro Movimiento es unitario, porque da cabida a todos los canarios de todas las tendencias políticas democráticas sin tomar partido con ellas, que como premisa indispensable sustenten la Independencia de Canarias.
3. El M.I.C. mantiene relaciones con todos los grupos independentistas canarios de dentro y fuera de nuestra Patria, proyectando su acción en el contexto de las Naciones del Tercer Mundo.
4. Ante el proceso histórico irreversible que nos conducirá a la Independencia de nuestra Patria, el M.I.C. hace constar que no reconocerá ninguna concesión, pacto, convenio, tratado o negociación celebrado por el Gobierno Español que afecte a nuestra soberanía e integridad territorial como nación libre e independiente.
5. Asimismo, el M.I.C. expresa que sus acciones en ningún momento van dirigidas contra el pueblo español, sino contra las instituciones y quienes las sustentan, que hacen posible el estado actual de colonialismo de nuestra querida Patria Guanche. Igualmente dejamos constancia de nuestra total solidaridad con los pueblos en sus luchas por conseguir su propia identidad nacional.
6. Es deseo del M.I.C., lograr la Independencia de Canarias por medios pacíficos a través de negociaciones con el Gobierno de España, pero bajo ningún punto de vista se hace responsable de las consecuencias a que lo pueda llevar la intrasigencia de ese mismo Gobierno.

En enero de 1977 el MIC público el 3º número del boletín informativo "Siete Estrellas Verdes" en el que, a partir de ahí, apoyarian al MPAIAC. El MIC mediante  el Siete Estrellas Verdes publicaria el Anteproyecto de Constitución Guanche a solicitud del MPAIAC. En la revista Siete Estrellas Verdes publicaron varios poemas que más tarde serían musicalizados por el grupo "Aitiden Guanche". En enero de 1978, Siete Estrellas Verdes aceptó una serie de puntos fundamentales presentados por el MPAIAC, con respecto a Canarias, que eran:
1. Los españoles deben reconocer el hecho colonial de Canarias.
2. Reconocer a Canarias, como país africano, con derecho a la Independencia.
3. Establecer un programa de descolonización controlado por la Organización de Unidad Africana (OUA) y las Naciones Unidas, para que de manera inmediata se logre la Independencia de Canarias.
4. Las discusiones deberán celebrarse en un país africano neutral. Queremos dar ejemplo de esto, nuestra posición que no dudamos en calificarla plasmada de una gran honestidad y amor a la Patria.

En el mismo artículo auspiciaba la creación de un gran Frente Patrico de Liberación Nacional "Donde intervengan todos los sectores o estratos que forman la sociedad canaria, como lo son, los obreros, campesinos, pescadores, estudiantes, pequeños y medianos industriales, pequeños y medianos empresarios del campo y de la pesca, profesionales universitarios y de cualquier tipo, personas con autoridad religiosa y en fin, todas aquellas personas u organizaciones que tengan como objetivo final la Liberación de la Patria y la expulsión definitiva del colonialismo español y sus serviles" y anunciaba la pertenencia a este Frente.

### Intento de asesinato a Antonio Cubillo
Tras el Intento de asesinato a Cubillo el apoyo del MIC hacia el MPAIAC amento considerablemente, incluso entrevistando a Cubillo en una ocación. El MIC tras el Intento de asesinto emitió este comunicado:

A raiz del vil atentado que los agentes del retrógrado colonialismo español, hiciera al lider independentista canario, el Dr. Antonio León Cubillo Ferreira, incansable luchador por la liberación de nuestra querida Patria Guanche, no nos queda más que pronunciarnos en solidaridad con éste, nuestro compatriota y amigo.

El colonialismo español después de haber sido derrotado por la opinión internacional y las resoluciones de la OUA, en Tripoli, donde 47 países se pronuncian contra el hecho colonial existente en nuestro Archipiélago, siendo un indiscutible triunfo de la inteligencia y de la perseverancia canaria a través de sus organizaciones independentistas, arremete ferozmente en intentos de asesinato, represión, prisión, y la tortura de patriotas guanches, en nuestras Islas, así como la bien programada "salida" como emigrantes, de un numerosisimo sector de nuestra juventud, con objetivos bien conocidos: Acabar con el paro; miedo a lo que representa este potencial de jóvenes en nuestra lucha de liberación; sustituir a estos jóvenes canarios por invasores españoles; preservar los sistemas de valores conolonialistas existentes; y al mismo tiempo contener el flujo de nuevas ideas. asi como seguir dispersando a nuestro Pueblo; utilización de la fuerza de trabajo española y así descargar su propia situación de dependencia; uso del dinero que los emigrantes remiten a sus familiares en Canarias, y a los bancos españoles en Canarias.
En tanto se suceden estos y otros hechos, la españolera colonial hace tratados con el imperialismo (OTAN) para sumergir al Archipiélago Canario, en un caos atómico, como consecuencia de la instalación de bases ofensivas de largo alcance, lo que se traduce en un peligro inminente para la preservación de Canarias como civilización. En caso de conflagración, seríamos el primer blanco a eliminar.

Asi mismo, el Movimiento de Independencia de Canarias (M.I.C.), se solidariza con los Patriotas prisioneros del colonialismo español y exige, se les apliquen los acuerdos de Ginebra, y que no sean tratados como supuestos terroristas, sino como lo que son: prisioneros de guerra.

¡VIVA CANARIAS LIBRE!
Tagoror Cho Guañameñe 

Con motivo de la inauguración de la ruta aérea directa entre Tenerife y Venezuela en noviembre de 1979 en el Hogar Canario Venezolano de Caracas. A dicho acto asistían el gobernador civil de Santa Cruz de Tenerife, el presidente de Venezuela Rafael Caldera, así como numerosos periodistas. En el acto de carácter cultural, mientras actuaba la rondalla del Club, dos integrantes del MIC que formaban parte de la rondalla, conocidos como Zebenzuí y Arafo (miembre del grupo "Aitiden Guanche"), desplegaron la bandera nacional canaria al grito de ¡Viva Canarias Libre!, expulsándolos del Hogar Canario. Otros actos hechos por el MIC fueron, llenar de pintadas un estadio donde se disputaría un encuentro de fútbol entre un equipo venezolano y uno español, izar la bandera tricolor canaria en la entrada del Hogar Canario Venezolano de Caracas el 22 de octubre de 1979 (día de la bandera), arrancar las banderas españolas que aparecieran en cualquier celebración isleña, o conmemorar la batalla de Acentejo en Venezuela.